# رامي سمارا
رامي سمارا (26 مارس 1983 بالرمثا في الأردن - ) هو لاعب كرة قدم أردني في مركز الوسط. شارك مع منتخب الأردن لكرة القدم. أما مع النوادي، فقد لعب مع نادي الحسين ونادي الرمثا.

## وصلات خارجية
- رامي سمارا على موقع قاعدة بيانات كرة القدم.إي يو (الإنجليزية)
- رامي سمارا على موقع ناشيونال فوتبول تيمز (الإنجليزية)
- رامي سمارا على موقع كووورة